# Campeonato Europeo de Balonmano Femenino de 2026
El XVII Campeonato Europeo de Balonmano Femenino se celebrará conjuntamente en Polonia, Rumanía, Eslovaquia, Turquía y República Checa entre el 3 y el 20 de diciembre de 2026 bajo la organización de la Federación Europea de Balonmano (EHF) y las respectivas federaciones nacionales de los países sedes.
Originalmente, el campeonato se iba a disputar en Rusia, pero debido a la Invasión rusa de Ucrania, esta sede fue cancelada.

## Sedes
| Foto | Ciudad                   | Instalación                    |
| ---- | ------------------------ | ------------------------------ |
|      | Katowice ( Polonia)      | Spodek                         |
|      | Oradea ( Rumania)        | Oradea Arena                   |
|      | Cluj-Napoca ( Rumania)   | BT Arena                       |
|      | Bratislava ( Eslovaquia) | Estadio Nacional Ondrej Nepela |
|      | Antalya ( Turquía)       | Pabellón Deportivo de Antalya  |
|      | Brno ( República Checa)  | Arena Brno                     |